# Meteorologia synoptyczna
Meteorologia synoptyczna (również synoptyka) – dział meteorologii zajmujący się analizowaniem stanu atmosfery i prognozowaniem pogody.